# جبهه (فیلم)
فرانت (انگلیسی: The Front) فیلمی در ژانر کمدی-درام به کارگردانی مارتین ریت است که در سال ۱۹۷۶ منتشر شد.

## خلاصه فیلم
هاوارد پرینس، صندوقدار یک رستوران، به دوست نویسنده خود کمک می‌کند تا فیلمنامه‌اش را به یک ایستگاه تلویزیونی با نام خود بفروشد. او پول را برای پرداخت بدهی‌های قمار خود استفاده می‌کند و…